# Принц Патерно

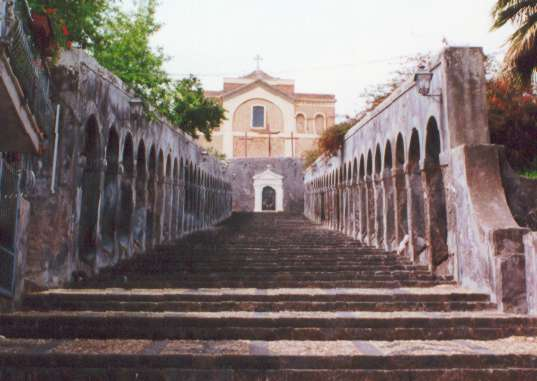
Город Патерно на острове Сицилия

Принц Патерно (исп. Principe de Paternò; итал. Principe di Paternò) — наследственный испанский дворянский титул. Он был создан в 1565 году испанским королем Филиппом II для Франсиско де Монкада (1586—1635), 3-го маркиза Айтоны и штатгальтера испанских Нидерландов (1633—1634).
Название титула происходит от названия итальянского муниципалитета Патерно в провинции Катания на острове Сицилия. Титул принца Патерно носит глава дома Патерно.
Мужские потомки Франсиско де Монкады занимали титул принца Патерно до смерти Фернандо де Монкады и Монкады, 6-го принца Патерно (1644—1713), который в 1565 году женился на Марии Терезе Фахардо и Альварес де Толедо, 7-й маркизе де- лос Велес (1645—1715). Их единственным ребенком была дочь Каталина Монкада Арагон и Фахардо, 8-я маркиза де лос Велес (1665—1727). После смерти Фернандо де Монкады, 6-го принца Патерно, титул унаследовал его дальний родственник Луиджи Гульельмо Монкада, сын Фернандо дн Монкады и Гаэтано (1646—1712), внук Игнасио Монкады и правнук Антонио де Монкады и Арагон, 4-го принца Патерно (ум. 1631). Потомки 7-го принца Патерно продолжали носить титул, пока он не утратил свою юридическую силу. Но испанские потомки продолжали использовать титул на протяжении нескольких поколений.

## Принцы Патерно
- Джованни Томмазо де Монкада, 4-й граф де Адрано и 4-й граф де Склафани (1440—1501), сын Джана Томмазо Монкады, 3-го графа де Адрано и 3-го графа де Склафани, женат Раймунтеде Вентимильи, став главным юстициарием королевства. Он купил у короля титул князя Патерно вместе с замком.
- Антонио де Монкада, 6-й граф де Адрано (ок. 1470—1549), сын Гульельмо Монкады, 5-го графа ди Адранои 5-го графа ди Склафани (ум. 1510), внук предыдущего, участвовал в завоевании Фердинандом Католиком Неаполитанского королевства.
- Франсиско де Монкада и Луна, 1-й принц Патерно (ок. 1515 — 23 февраля 1566), единственный сын предыдущего. Получил титул 8 апреля 1565 года от короля Испании Филиппа II. Служил капитан-генералом Сицилии, где он преследовал политических диссидентов. В награду за его службу получил титул принца Патерно. Он женился на Катарине Пиньятелли в 1532 году.
- Сезар Монкада и Пиньятелли, 2-й принц Патерно (ок. 1530—1571), капитан-генерал и наместник Сицилии. Женат на Марии де ла Серда, дочери герцога и герцогини Мединасели. Овдовев, он вторично женился на Луизе де Луна и Вега, 3-й герцогине де Бивона (ок. 1555—1619), которая вторично вышла замуж за Антонио де Арагон и Кардона, 3-го герцога де Монтальто (1543—1583), от которого у неё была дочь Мария де Арагон, который стал преемницей своего отца в качестве 5-й герцогини де Монтальто, а после смерти матери получила титул 4-й герцогини де Бивона. Сезар, 2-й принц Патерно, в 1560 году женил своего сына Франсиско, будущего 3-го принца Патерно, на Марии де Арагон, чтобы их потомки унаследовали титулы принца Патерно, герцога де Монтальто и герцога де Бивона.
- Франсиско де Монкада и Серда, 3-й принц Патерно (13 марта 1572 — март 1595). в 1560 году он женился на Марии де Арагон и Луна, 5-й герцогине де Монтальто и 4-й герцогини де Бивона. Согласно брачному соглашению, их старший сын должен был унаследовать титул герогоа Монтальто с фамилией «Арагон», а внук — титул принца Патерон и фамилию «Монкада».
- Антонио де Монкада и Арагон, 4-й принц Патерно (1589 — 15 апреля 1631), старший сын предыдущего, был женат Хуане де ла Серда и де ла Куэва из дома Мединасели.
- Луис Гильермо Монкада-и-Арагон-и-де-ла-Серда, 5-й принц Патерно, 7-й герцог Монтальто (1 января 1614 — 4 мая 1672), второй сын предыдущего. Он убил своего старшего брата Франсиско де Монкада (1613—1626) и унаследовал после смерти своего отца титул принца. Был дважды женат, первый раз в 1629 году на Марии Энрикес Афан де Рибера, 4-й герцогине Алькала-де-лос-Гасулес († 1638), от брака с которой у него не было детей. Вторично женился на Каталине де Монкада (1611—1660), дочь маркиза де Айтона Франсиско де Монкада.
- Фернандо де Монкада и Монкада, 6-й принц де Патерно, 8-й герцог Монтальто, 7-й герцог Бивона (20 октября 1644 — 11 ноября 1713), старший сын предыдущего. В 1644 году он женился на Марии Терезе Фахардо и Альварес де Толедо, 7-й маркизе де лос Велес, маркизе де Молина и де Марторель. Их единственная дочь, Каталина де Монкада и Фахардо (ок. 1665—1728), после смерти матери унаследовала титул 8-й маркизы де лос Велес и вышла замуж за Хосе Фадрике Альвареса де Толедо, 8-го маркиза де Вильяфранка-дель-Бьерсо (ок. 1660—1728), который должен был унаследовать титул принца Патерно. Но Луиджи Гульельмо Монкада, 1-й герцог Сан-Джованни (1670—1743), потомок Антонио де Монкады и Арагон, 4-го принца Патерно, начал судебный процесс, претендуя на титул принца Патерно. Испанский король Карл III признал Луиджи Монкаду 7-м принцем Патерно и грандом Испании. Но потомки 8-й маркизы де лос Велес в Испании сохранили часть наследства дома Патерно.
- Луиджи Гульельмо Монкада, 7-й принц де Монкада, 2-й герцог Сан-Джованни (11 сентября 1670 — 24 февраля 1743), сын Фернандо де Монкады, 1-го герцога де Сан-Джованни (1649—1710), внук Иньяцио де Монкады (ок. 1615—1689) и правнук Антонио де Монкады и Арагона, 4-го принца Патерно.
- Франческо Родриго де Монкада, 8-й принц Патерно, 3-й герцог Сан-Джованни (5 февраля 1696 — 17 декабря 1763), второй сын предыдущего
- Джованнии Луиджи Монкада, 9-й принц Патерно, 4-й герцог Сан-Джованни (22 апреля 1745 — 27 августа 1827), сын предыдущего
- Пьетро Монкада ди Патерно, 10-й принц Патерно и 5-й герцог Сан-Джованни (20 июня 1789 — 19 августа 1861), третий сын Франческо Родриго Монкады, графа де Кальтаниссетта (1762—1816), внук предыдущего
- Коррадо Монкада ди Патерно, 11-й принц Патерно, 6-й герцог Сан-Джованни (3 июня 1820 — 19 марта 1895), старший сын предыдущего
- Пьетро Монкада ди Патерно, 12-й принц Патерно, 7-й герцог Сан-Джованни (7 января 1862 — 24 апреля 1920), старший сын предыдущего
- Уго Гастене де Монкада ди Патерно, 13-й принц Патерно, 8-й герцог Сан-Джованни (13 января 1890 — 28 декабря 1974), второй сын предыдущего
- Пьетро Монкада ди Патерно, 14-й принц Патерно, 9-й герцог де Сан-Джованни (5 ноября 1920 — 3 января 2001), старший сын предыдущего
- Франческо Родриго Монкада ди Патерно, 15-й принц Патерно, 10-й герцог де Сан-Джованни (7 ноября 1925 — 26 июля 2012), младший брат предыдущего
- Уго Монкада ди Патерно, 16-й принц де Патерно, 11-й герцог де Сан-Джованни (род. 15 июня 1953), единственный сын предыдущего.